# (39536) Lenhof
1990 TA11 (asteroide 39536) é um asteroide da cintura principal. Possui uma excentricidade de 0.16923710 e uma inclinação de 5.65720º.
Este asteroide foi descoberto no dia 10 de outubro de 1990 por Freimut Börngen e Lutz D. Schmadel em Tautenburg.